# Ruisseau de l'École
Pour le film japonais, voir L'École (film).
Le ruisseau de l'École est un ruisseau du Sud-Ouest de la France.

## Histoire
Au XIXe siècle, il s'appelait "Ruisseau de l'Église".

## Géographie
Elle prend sa source dans la forêt des Landes dans les Landes au lieu-dit La Piède sur la commune  de Baudignan, traverse le village de Baudignan puis rejoint le ruisseau de Cabère, formant ainsi le ruisseau de Crabignan près du lieu-dit Basta sur la commune de Rimbez-et-Baudiets.

## Départements et principales villes traversés
- Landes : Baudignan et Rimbez-et-Baudiets